# Medicina alternativa

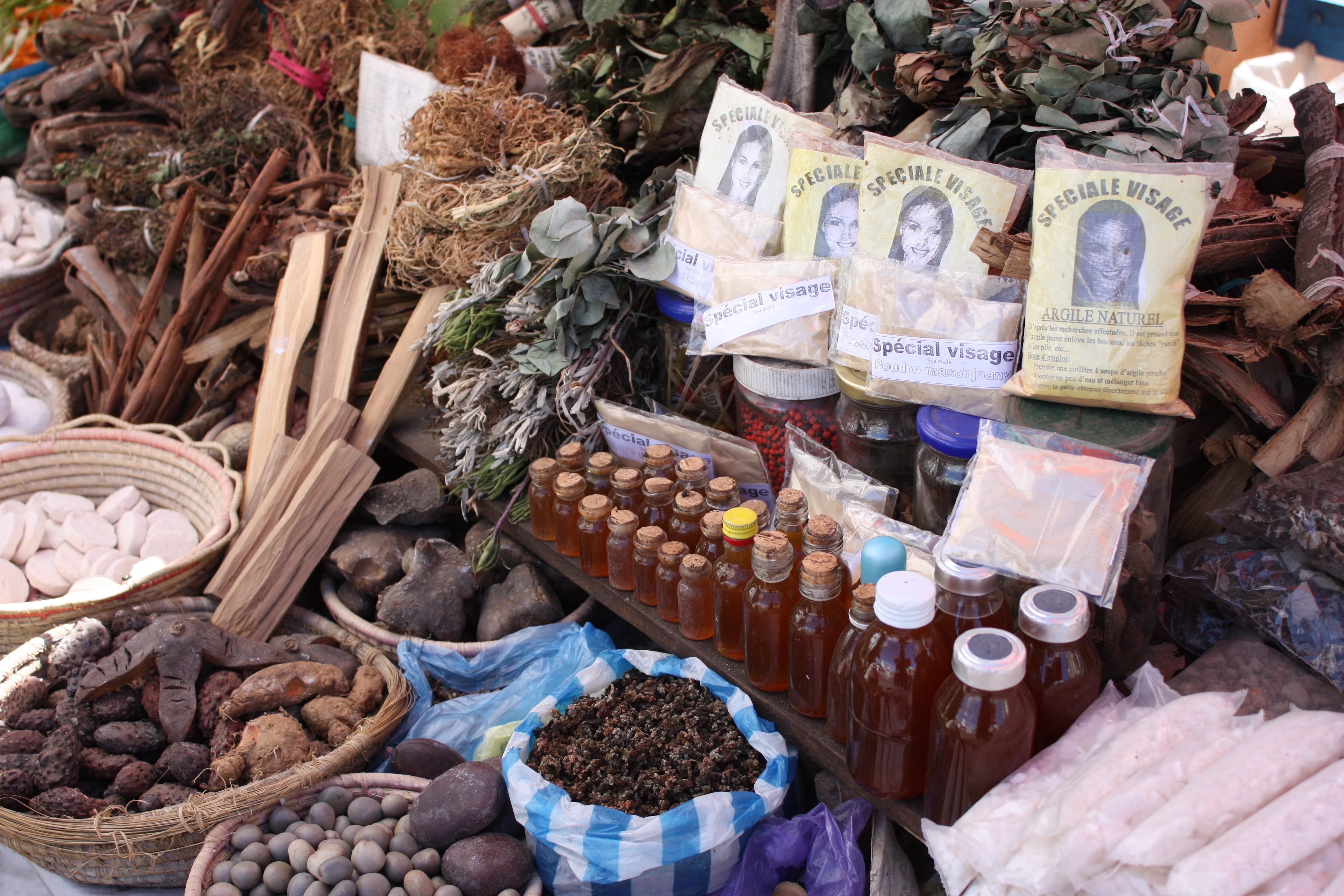
Bancarella con prodotti medicamentosi tipici delle tradizioni popolari.

Con il termine medicina alternativa si fa riferimento a un variegato e non omogeneo sistema di pratiche contro varie patologie per le quali non esiste prova di efficacia o, se sono state sottoposte a verifica sperimentale, è stata ravvisata l'inefficacia e per talune di esse anche la pericolosità. Per tali motivi non vengono ricomprese nell'alveo della medicina scientifica che le relega pertanto nell'ambito delle pseudoscienze.
Tutte queste pratiche sono di volta in volta definite in modo diverso: alternative, complementari, integrative, tradizionali, non convenzionali, olistiche, naturali, dolci, ecc.. In ambito scientifico ci si riferisce ad esse con il termine medicine complementari e alternative (MCA), in inglese CAM, Complementary and alternative medicines.

## Definizioni
Nella cultura occidentale il controverso termine medicina alternativa indica qualsiasi pratica che non ricade nell'alveo della medicina scientifica convenzionale o la cui efficacia non è stata dimostrata. Il termine si contrappone alla medicina basata su prove di efficacia e include una variegata serie di pratiche, tanto che non è possibile parlare di medicina alternativa tout court, ma di una serie di pratiche diverse e non omogenee. Nonostante la non omogeneità di tali pratiche, il termine è stato criticato anche da quegli scettici che ritengono le pratiche di medicina alternativa ingannevoli: Richard Dawkins ha affermato che «non esiste la medicina alternativa, esiste solo una medicina che funziona e una che non funziona».
All'interno dell'ampia categoria delle CAM (medicine alternative e complementari) vengono operate delle distinzioni in base al modo in cui la pratica viene utilizzata: si parla di medicina complementare per descrivere quelle pratiche che sono usate in congiunzione o come complemento di terapie tradizionali, si parla di medicina integrativa quando si coniugano l'approccio complementare e convenzionale in maniera coordinata e si parla invece di medicina alternativa quando ne escludono l'utilizzo assieme alle pratiche di medicina scientifica.
Il National Center for Complementary and Integrative Health (NCCIH) statunitense cita alcuni esempi di medicina definendoli come complementari: naturopatia, chiropratica, ayurveda, yoga, omeopatia, medicina tradizionale cinese, e altre. Le medicine alternative hanno una genesi variegata: incorporano la medicina tradizionale, rimedi aneddotici, credenze spirituali o si fondano su nuovi approcci che si presumono terapeutici
Le affermazioni di efficacia dei sostenitori delle medicine alternative sono generalmente non accettate dalla comunità scientifica per la mancanza di prove a sostegno. Nel momento in cui le ricerche scientifiche consentono di misurare l'efficacia del trattamento alternativo/complementare, questo esce dall'alveo della medicina alternativa per confluire nell'alveo della medicina scientifica.
Nel 1998 una revisione sistematica concluse che circa il 13% dei pazienti malati di tumore faceva uso di una qualche forma di medicina alternativa.

### Autodefinizione
Il National Center for Complementary and Alternative Medicine (NCCAM) definisce la Medicina Alternativa come un gruppo variegato di pratiche mediche e terapeutiche che non rientrano nell'alveo della medicina convenzionale.
Il Danish Knowledge and Research Center for Alternative Medicine (ViFAB) utilizza il termine "medicina alternativa" per indicare sia i trattamenti effettuati da terapisti che non hanno una qualifica professionale medica, sia quelli effettuati da terapisti con una qualifica professionale medica, ma fondati su pratiche estranee al sistema terapeutico convenzionale.
Il Cochrane Collaboration ritiene che ciò che in un paese è considerato medicina complementare, in altro paese possa essere ritenuto medicina convenzionale. Da qui la definizione che essi danno è che "la medicina alternativa include tutte quelle pratiche e idee che si pongono al di fuori del mainstream medico in molti paesi".
Un altro elemento di distinzione riguarda il fatto che nelle medicine alternative particolare enfasi è posta sui fattori spirituali e non solo materiali.

### La comunità scientifica
La National Science Foundation ha definito la medicina alternativa come "tutti quei trattamenti che non hanno mostrato alcuna efficacia quando sottoposti a verifica scientifica".
Nel 2005 L'Institute of Medicine (IOM) statunitense ha definito la medicina alternativa-complementare come l'approccio non dominante alla medicina in una data cultura e in un dato periodo storico. Simile definizione è adottata dal Cochrane Collaboration, e da altri enti governativi.

### Altri termini
L'espressione "medicina olistica" è un'altra riformulazione di "medicina alternativa". In questo ambito, oltre olistico sono spesso usati termini come equilibrata, complementare e integrativa, col proposito di dichiarare di prendere in considerazione una persona "intera", in contrasto con il presunto riduzionismo della medicina.

## La ricerca scientifica
Numerosi scienziati hanno commentato e criticato le medicine alternative. C'è un ampio dibattito tra i ricercatori su ciò che possa essere classificato come "medicina alternativa". Taluni affermano che esistono solo due tipi di medicina: quella sufficientemente testata e quella non testata. Si afferma che le pratiche mediche andrebbero classificate solo sulla base delle prove di efficacia. I principali sostenitori di questa posizione includono George D. Lundberg, ex-editore del Journal of the American Medical Association (JAMA).
Uno studio pediatrico del 2011 ha evidenziato come l'uso delle terapie alternative e complementari, che pure vengono presentate come "sicure" dai loro sostenitori, possa essere correlato invece a significativi effetti collaterali, compresi esiti mortali, solitamente a causa dell'abbandono delle terapie convenzionali di provata efficacia o per via delle conseguenze cliniche dei drastici cambi dietetici spesso associati ad alcune di queste terapie o per un'insufficiente monitoraggio degli effetti avversi o altre cause dirette e indirette.

## Classificazione
Il National Center for Complementary and Alternative Medicine ha enunciato una classificazione delle medicine complementari e alternative. La classificazione distingue le medicine alternative in cinque grandi gruppi, che possono anche sovrapporsi in taluni punti:
1. Sistemi di medicina complessiva, che sono trasversali a più d'uno degli altri gruppi e che includono la medicina tradizionale cinese, la naturopatia, l'omeopatia e l'Ayurveda.
2. Le terapie che agiscono sulla interconnessione mente-corpo: prevedono un approccio olistico alla salute che prende in considerazione la mente, il corpo e lo spirito, in base alla assunzione che la mente possa influire sulle funzioni e sintomi del corpo umano.
3. Pratiche fondate sulla biologia: usano sostanze presenti in natura come erbe, cibi, vitamine e altre sostanze naturali.[25]
4. Pratiche manipolative: si fondano sulla manipolazione e il movimenti di parti del corpo, come la chiropratica e osteopatia.
5. Medicina energetica: include sia pratiche che si fondano su una presunta energia spirituale (della cui esistenza non esiste alcuna prova), come per esempio le terapie basate sui campi magnetici biologici che si suppone circondino e penetrino il corpo umano, sia pratiche che fanno leva su un bioelettromagnetismo, come per esempio i constatabili campi magnetici utilizzati in modo non convenzionale.

## Le medicine alternative in Italia
In Italia, secondo le linee guida emanate dal Consiglio Nazionale della FNOMCeO nel 2002, tra le medicine e le pratiche non convenzionali solo nove discipline sono ritenute rilevanti da un punto di vista sociale, sia in base alle indicazioni del Parlamento europeo e del Consiglio d'Europa, sia in base alla maggiore frequenza di ricorso ad alcune di esse da parte dei cittadini, oltre che degli indirizzi medici affermatisi:
1. Agopuntura
2. Fitoterapia
3. Medicina antroposofica
4. Medicina Ayurvedica
5. Medicina Omeopatica
6. Medicina tradizionale cinese
7. Omotossicologia
8. Osteopatia
9. Chiropratica[29]

L'esercizio di queste medicine e pratiche non convenzionali è un atto medico di esclusiva competenza e responsabilità del professionista sanitario
Per quanto riguarda l'osteopatia, tuttavia, esistono alcune sentenze dei tribunali amministrativi regionali (T.A.R.) che, ne affermano la piena legittimità dell'esercizio anche non essendo un medico.
Il 7 febbraio 2013 nella Conferenza permanente Stato-regioni è stato emanato un accordo che regolamenta sia la qualità della formazione e della pratica dell'agopuntura, della fitoterapia e dell'omeopatia, sia il riconoscimento legale del profilo professionale dei medici che praticano agopuntura, fitoterapia ed omeopatia, istituendo presso gli Ordini professionali provinciali dei medici chirurghi e degli odontoiatri, elenchi dei professionisti esercenti queste pratiche.
Con la legge 11 gennaio 2018 n. 3 (c.d. Legge Lorenzin), la professione dell’osteopatia è stata ricondotta nell’ambito delle professioni sanitarie, ma l'iter della sua istituzione non è ancora concluso. In data 5 novembre 2020 (e con successivo D.P.R. n. 131 del 7/7/2021)  la Conferenza permanente per i rapporti tra lo Stato, le regioni e le Province autonome di Trento e di Bolzano – riunitasi per stabilire l’ambito di attività e le funzioni caratterizzanti le professioni dell’osteopata e del chiropratico, i criteri di valutazione dell’esperienza professionale nonché i criteri per il riconoscimento dei titoli equipollenti – ha demandato ad un successivo accordo, da stipulare sempre in sede di Conferenza permanente, la definizione dei criteri di valutazione dell’esperienza professionale, nonché di equipollenza dei titoli pregressi alla laurea universitaria in osteopatia. 
Casi particolarmente eclatanti di medicina alternativa alle cure mediche scientifiche sono state il Siero Bonifacio, la cura Di Bella, il metodo Stamina e il metodo Simoncini, tutte bocciate a livello scientifico.